# Anna Oz
Pour plus de détails, voir Fiche technique et Distribution.
Anna Oz est un film français réalisé par Éric Rochant, sorti en 1996.

## Fiche technique
- Titre : Anna Oz
- Réalisation : Éric Rochant
- Scénario : Éric Rochant et Gérard Brach
- Musique : Steve Turre
- Photographie : Pierre Lhomme
- Pays :  France,  Italie et  Suisse
- Format : couleur
- Genre : drame, thriller
- Durée : 98 minutes
- Date de sortie : 1996

## Distribution
- Charlotte Gainsbourg : Anna Oz
- Gérard Lanvin : Marcello
- Sami Bouajila : Marc
- Grégori Derangère : Thomas
- Emmanuelle Devos : Corinne
- Jean-Michel Fête : L'ami de Corinne
- Jim Adhi Limas : Le flic
- Vanille Attié : Epiphanie
- Richard Sammel : L'inconnu
- Alain Ollivier : Dr Victor Khan
- Catherine Ferran : Dr Marina Marini
- Camille Japy : Dr Florence
- Irène Tassembedo : L'Africaine